# Naetrocymbe
Naetrocymbe är ett släkte av svampar. Enligt Catalogue of Life ingår Naetrocymbe i familjen Naetrocymbaceae, ordningen Pleosporales, klassen Dothideomycetes, divisionen sporsäcksvampar och riket svampar, men enligt Dyntaxa är tillhörigheten istället familjen Naetrocymbaceae, klassen Dothideomycetes, divisionen sporsäcksvampar och riket svampar.
|             | Leptorhaphis |
|             | |
| Naetrocymbe | \| \| Naetrocymbe fraxini \| \| \| \| \| \| Naetrocymbe rhyponta \| \| \| \| \| \| Naetrocymbe saxicola \| \| \| \| \| \| Naetrocymbe atractospora \| \| \| \| |
|             | \| \| Naetrocymbe fraxini \| \| \| \| \| \| Naetrocymbe rhyponta \| \| \| \| \| \| Naetrocymbe saxicola \| \| \| \| \| \| Naetrocymbe atractospora \| \| \| \| |
|             | Tomasellia |
|             | |
|             | Naetrocymbe fraxini |
|             | |
|             | Naetrocymbe rhyponta |
|             | |
|             | Naetrocymbe saxicola |
|             | |
|             | Naetrocymbe atractospora |
|             | |

|  | Naetrocymbe fraxini      |
|  |                          |
|  | Naetrocymbe rhyponta     |
|  |                          |
|  | Naetrocymbe saxicola     |
|  |                          |
|  | Naetrocymbe atractospora |
|  |                          |